# Les Chemins invisibles
 (janvier 2013).
Si vous disposez d'ouvrages ou d'articles de référence ou si vous connaissez des sites web de qualité traitant du thème abordé ici, merci de compléter l'article en donnant les références utiles à sa vérifiabilité et en les liant à la section « Notes et références ».

Les Chemins invisibles est une série de cinq spectacles en accès gratuit commandée par la ville de Québec au Cirque du Soleil.
Ces spectacles ont lieu dans le Quartier Saint-Roch sauf pour le chapitre V qui est présenté à l'Agora du Vieux Port.

## Chapitre I:Les Chemins invisibles(2009)
Initialement un événement de rue gratuit organisé de juin à septembre 2009 dans le cadre des célébrations du 25e anniversaire du Cirque du Soleil. Durée : 60–70 minutes.
- Direction artistique : Julien Gabriel
- Composition musicale : Francis Covan

## Chapitre II:Le Sillon des rêves(2010)
Deuxième chapitre de la saga des Chemins invisibles, débutée en 2009. Présenté gratuitement bretelles de l’autoroute Dufferin-Montmorency. Durée : 60–70 minutes, dates : de juin à septembre 2010.
- Direction artistique : Jean-Jacques Pillet
- Composition musicale : Francis Covan
- Scénographe : Mario Bouchard

## Chapitre III:Le Royaume de tôle(2011)[1]
Présenté à l'îlot Fleurie, sous les bretelles de l'autoroute Dufferin-Montmorency. Spectacle gratuit.
- Direction artistique : Olivier Dufour
- Composition musicale : Bob & Bill[2]
- Distribution
  - Elsieanne Caplette : chant[2]

## Chapitre IV:La Frontière de pixels(2012)
Présenté à l'Îlot Fleurie, sous les bretelles de l'autoroute Dufferin-Montmorency. Spectacle gratuit.
- Direction artistique : Pamela Schneider (Conceptrice, metteur en scène et réalisation des projections )
- Responsable des costumes : James Lavoie[3]
- Paroles : Béatrice Bonifassi
- Distribution (à compléter)
  - Andrew Bollinger : l'enfant au centre de l'histoire
  - Béatrice Bonifassi : la mère (chant/comédie)
  - Ruslana et Taisiya Bazaliy : duo sur trapèze
  - Irina Naumenko : contorsionniste sur cannes
  - Emmanuelle Le Phan : danse
  - Karl Lecuyer : acrobate et Monsieur Loyal
  - Marjorie Nantel : acrobate

## Chapitre V:Le Hangar des oubliés(2013)[4],[5]
Présenté à l'Agora du Vieux Port de Québec. Spectacle gratuit de juin à septembre 2013.
- Directeur de création : Richard Dagenais
- Metteur en scène : Martin Genest
- Assistant au metteur en scène : David Poulin
- Assistant metteur en scène : Félix Dagenais
- Directrice artistique : Alison Crawford
- Régisseur : Sonya St-Martin
- Dramaturge : André Morency
- Chorégraphe : Harold Rhéaume
- Concepteur acrobatique, entraineur : Philippe Aubertin
- Distribution (à compléter)
  - Jean-Denis Beaudoin : Monsieur Loyal
  - Émilie Fournier et Alexandre Lane : cadre russe
  - Justin Lawrence Sullivan et Thomas Evans : trapèze
  - Sabrina Auganier : cerceau et contorsion
  - Laszlo Simet (Le Douanier) assisté par Olga Simet : roue de la mort
  - Stiv et Roni Bello : acrobates
  - Ariane Voineau, Tania Jean, Jean-François Duke, Charles Alexis Desgagnés, Olga Simet : danse
  - Elena Kolesnikova, Tatiana Gousarova : Acrobates
  - Raphaël Dubé et Yohann Trépanier : Monocycle et Jonglerie
  - Josué Beaucage, Catherine Ledoux, Olivier Forest et Elise Guay : musique